# E’ahun
E’ahun (Eahun) ist der Hauptort des indonesischen Distrikts Rote Timur (Regierungsbezirk Rote Ndao, Provinz Ost-Nusa Tenggara). Der Ort liegt im Osten des Distrikts, im äußersten Osten der Insel Roti. Die Meereshöhe von E’ahun beträgt 18 m.